# Vandedderkop
Vandedderkop (Argyroneta aquatica) er en edderkop som tilbringer hele sit liv under vand. Dens føde består primært af vandbænkebidere og insektlarver.